# Kerk van Scharsterbrug
De Kerk van Scharsterbrug is een kerkgebouw in Scharsterbrug in de Nederlandse provincie Friesland.

## Beschrijving
De eerste steen voor de Hervormde kerk werd gelegd op 30 april 1914 door Ds. J.E. Bos. De zaalkerk werd gebouwd naar ontwerp van architect Geert Stapenséa. De ingebouwde ongelede kerktoren heeft een tentdak. De geglazuurde keramische vierkante wijzerplaten en enkele gevelstenen zijn vervaardigd door Willem Coenraad Brouwer. Op een gevelsteen staat de tekst: Dat uwe oogen open zijn nacht en dag over dit huis, o Heere. (1 Kon. 8:29a). Het orgel uit 1918 is gemaakt door Van Dam. 
Er wordt gekerkt door de protestantse gemeente van Scharsterbrug en Ouwsterhaule.

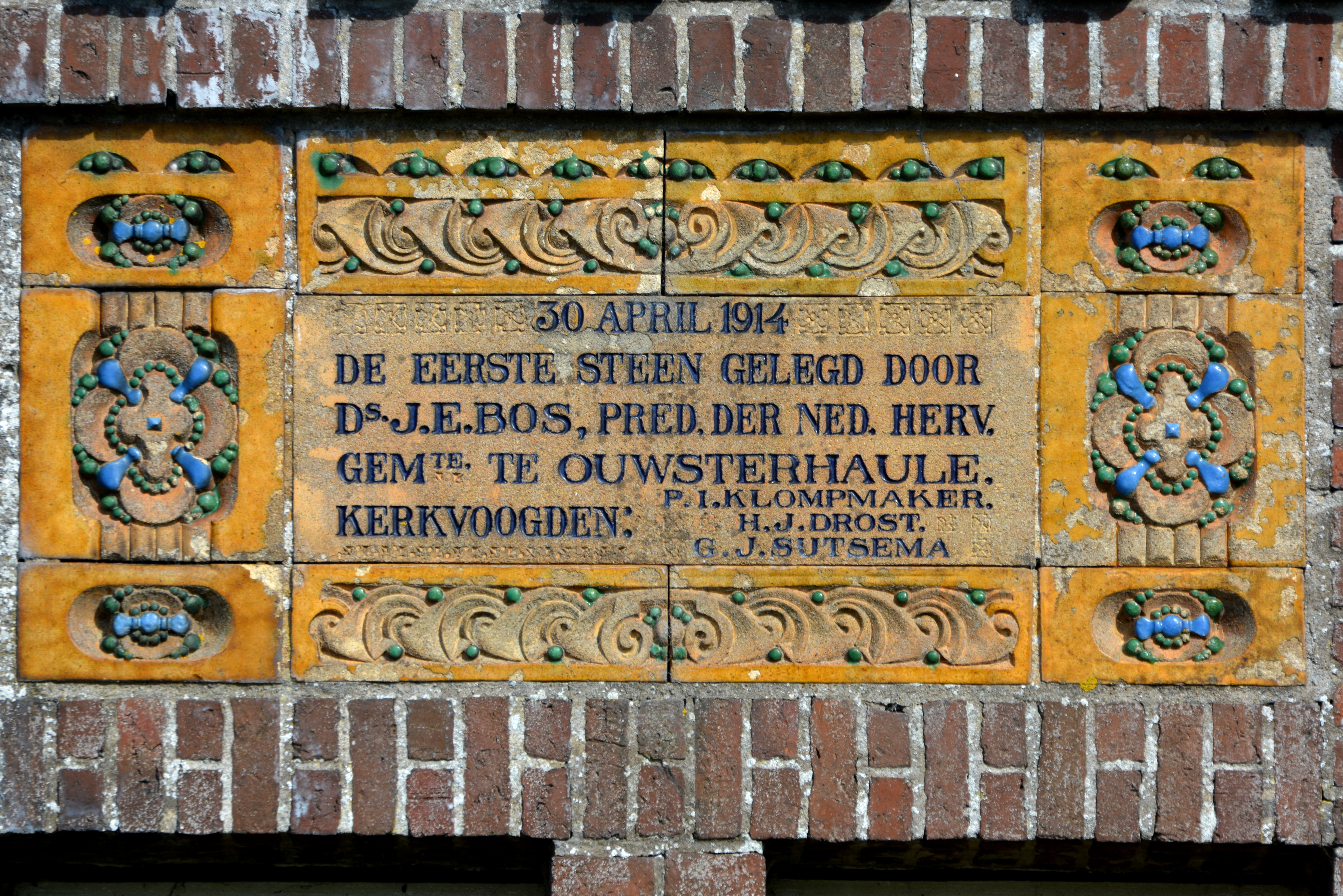
Eerste steen
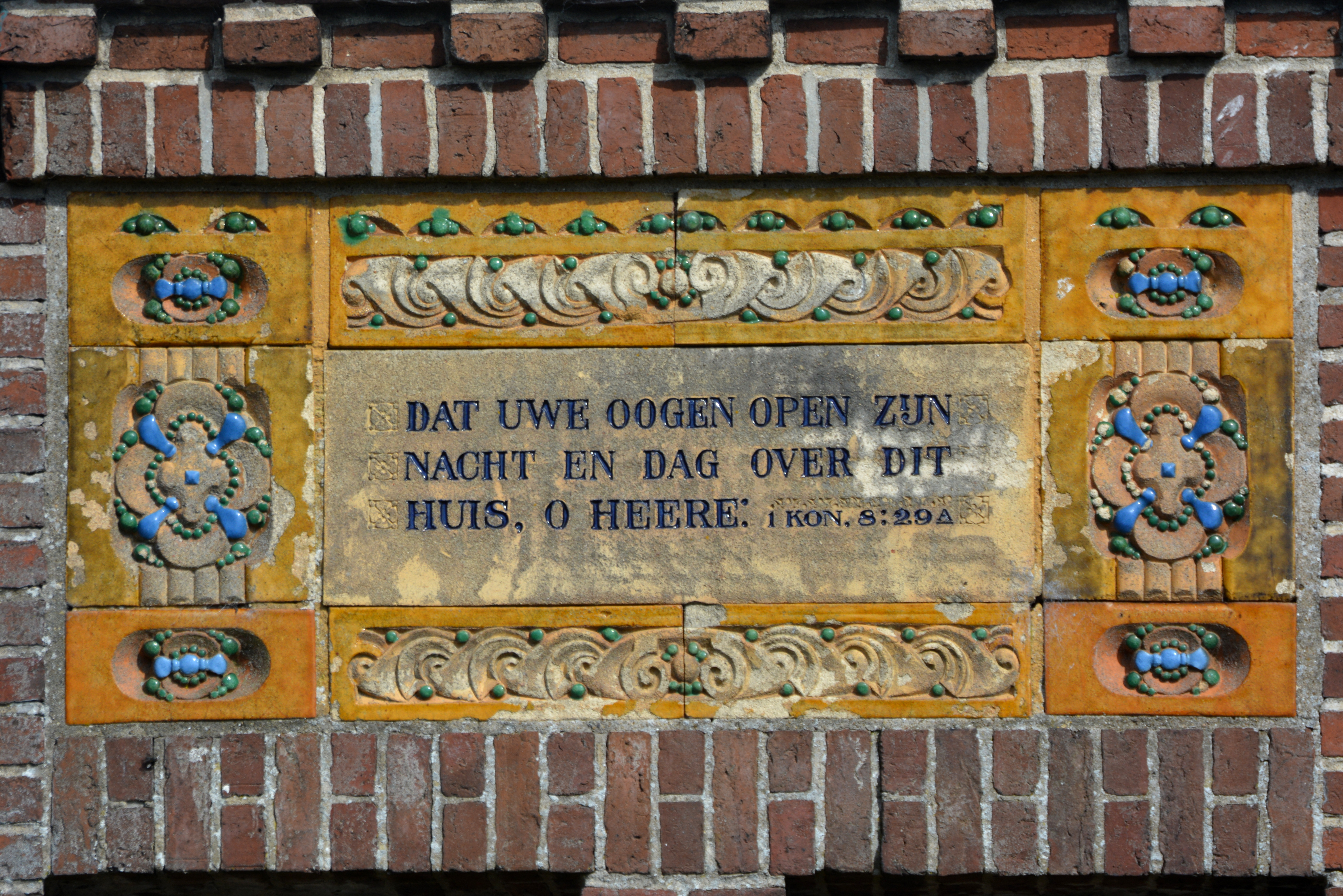
Bijbeltekst (1 Kon. 8:29a)
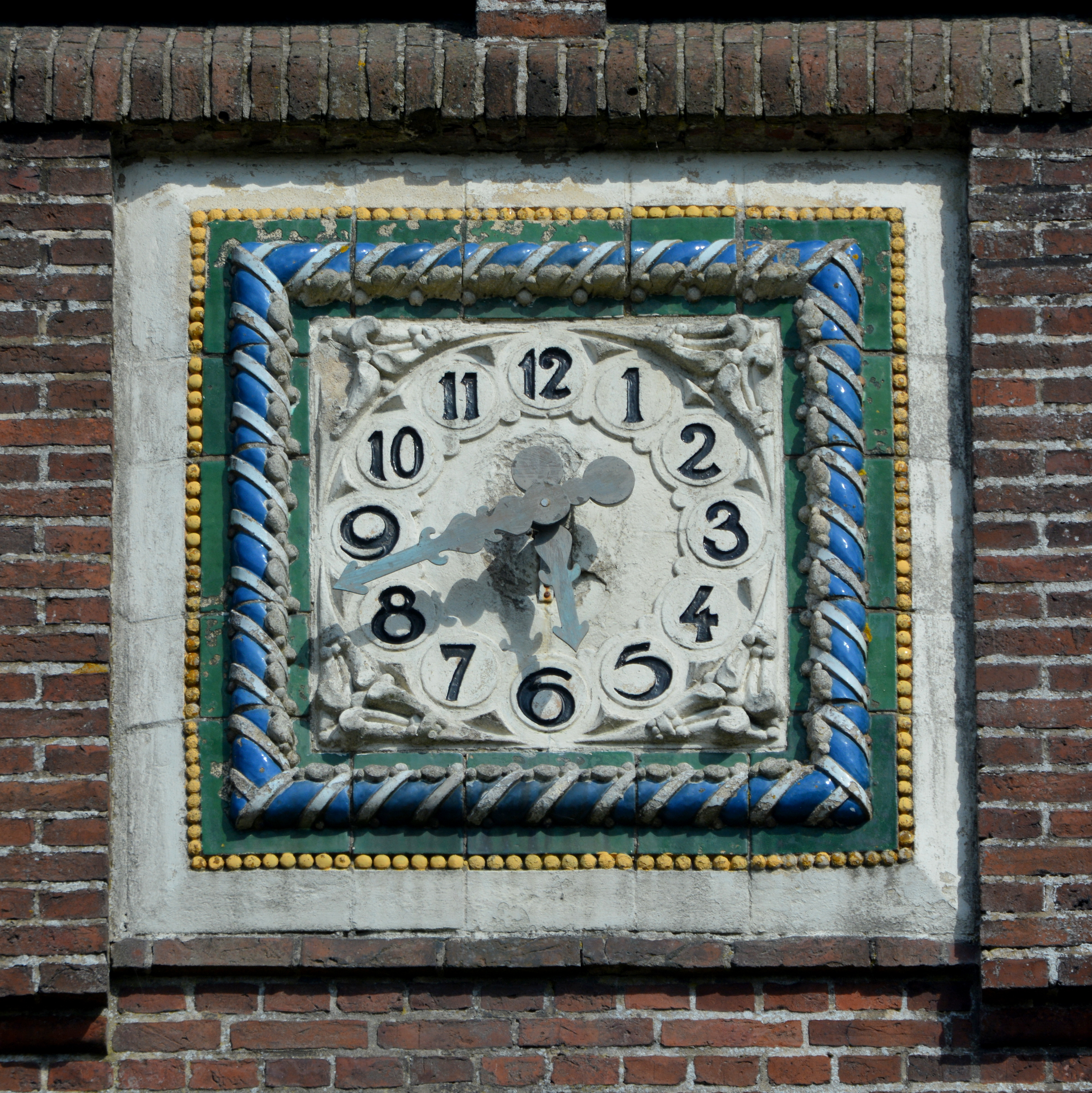
Wijzerplaat